# Paraglenea
Genre
Paraglenea est  un genre de coléoptères cérambycidés de la sous-famille des Lamiinae répandu en Asie orientale.

## Liste des espèces
- Paraglenea atropurpurea Gressitt, 1951
- Paraglenea chapaensis Breuning, 1952
- Paraglenea chrysochloris Bates, 1879
- Paraglenea cinereonigra Pesarini & Sabbadini, 1996
- Paraglenea fortunei (Saunders, 1853)
- Paraglenea jianfenglingensis Hua, 1985
- Paraglenea latefasciata Breuning, 1952
- Paraglenea swinhoei Bates, 1866
- Paraglenea transversefasciata Breuning, 1952
- Paraglenea velutinofasciata (Pic, 1939)